# 布基纳法索天主教

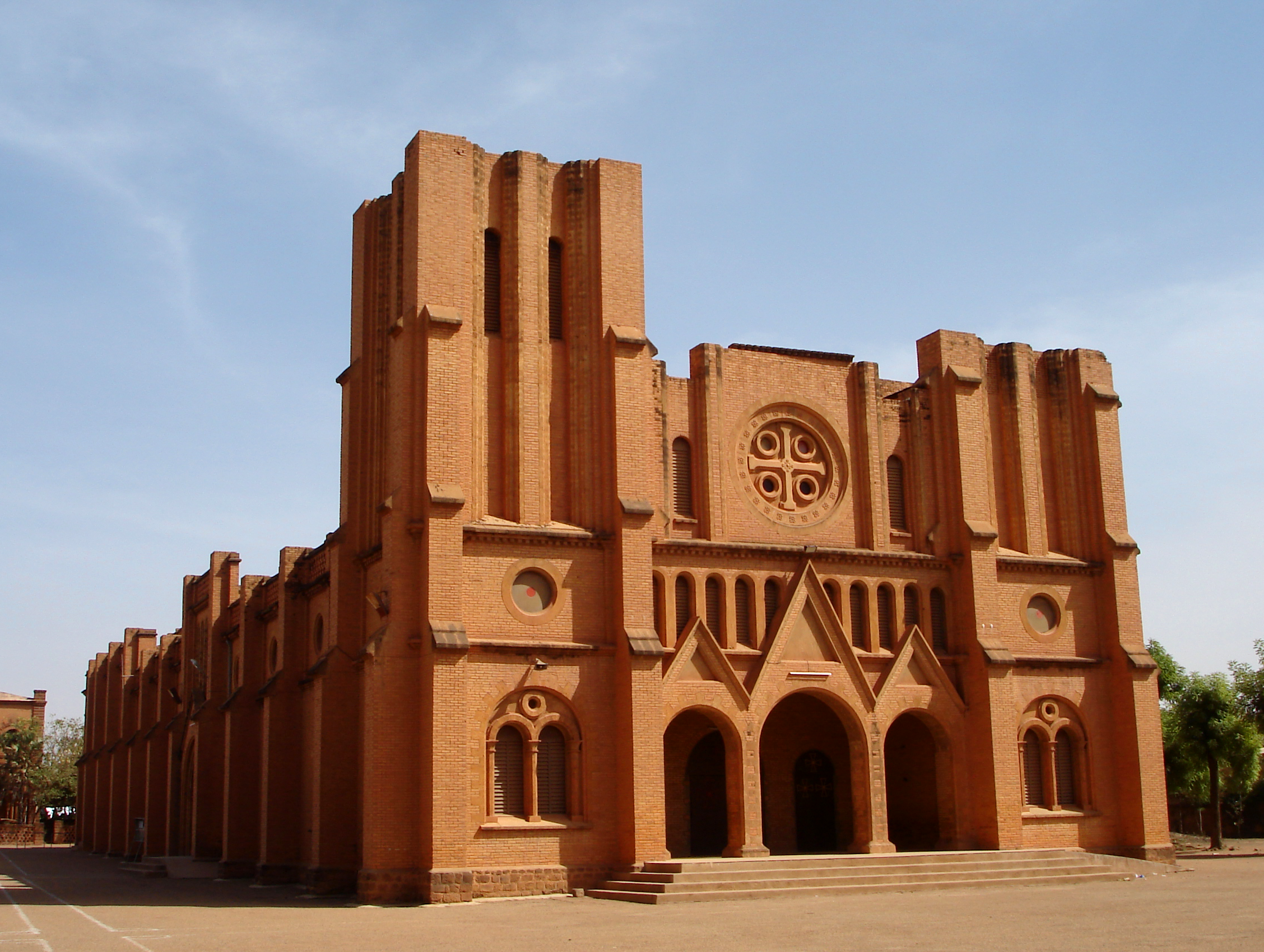
瓦加杜古大教堂

布基纳法索天主教是羅馬公教的一部分，接受羅馬教宗、以及布基纳法索主教團的領導。根据美国中央情报局的调查报告，2018年该国有17%的人口是天主教徒。

## 历史
1899年，法国传教士蒙西戈·欧克德进入莫西传播天主教，此为布基纳法索天主教之始。1901年，天主教士在库佩拉建首个教会。同年，史学家约瑟夫·基-泽尔博的父亲阿尔弗雷德·基-泽尔博接受洗礼，成为布基纳法索首位天主教徒。在法国殖民统治期间，天主教受到当局直接支持，因此当地部分上层居民也皈依了天主教